# Enarthrocarpus strangulatus
Enarthrocarpus strangulatus är en korsblommig växtart som beskrevs av Pierre Edmond Boissier. Enarthrocarpus strangulatus ingår i släktet Enarthrocarpus och familjen korsblommiga växter. Inga underarter finns listade i Catalogue of Life.